# Гайдуков, Пётр Григорьевич
Пётр Григо́рьевич Гайдуко́в (род. 12 июля 1955, станица Ладожская Краснодарского края) — советский и российский археолог, специалист в области нумизматики и сфрагистики Древней Руси. Доктор исторических наук, член-корреспондент РАН с 26 мая 2006 года по Отделению историко-филологических наук, специализация «отечественная история». В прошлом — член Вольного исторического общества. Награжден Медалью им. Ярослава Мудрого I степени (2017).

## Биография
Окончил исторический факультет МГУ (1977) и аспирантуру Института археологии АН СССР (1984). Кандидат исторических наук (1985, диссертация на тему «Медные русские монеты конца XIV–XVI вв.»), доктор исторических наук (1999, диссертация на тему «Младшие монетные номиналы средневековой Руси»). С 2005 года — заместитель директора Института археологии.
Первоначальным и основным направлением научных исследований Гайдукова является русская нумизматика. Изучению младших монетных номиналов русской монетной системы XIV–XVII веков посвящены две его книги, включившие в себя сведения о 30 тысячах русских монет, разбросанных по десяткам государственных и частных собраний. В этих трудах впервые проведено детальное исследование всех видов источников и сформулированы общие заключения по различным вопросам существования средневековых русских монет минимального достоинства.
С начала 1990-х годов занимался сбором сведений о новых средневековых вислых печатях, а также классификацией и атрибуцией этого важного вида исторических источников. Им изданы биографические очерки нескольких известных археологов и нумизматов, а также списки их печатных трудов.
В 2017 году был награжден медалью Ярослава Мудрого I степени Новгородского государственного университета им. Ярослава Мудрого.
5 февраля 2024 года награждён медалью ордена «За заслуги перед Отечеством» II степени за большой вклад в развитие отечественной науки, многолетнюю плодотворную деятельность и в связи с 300-летием со дня основания Российской академии наук.

## Основные работы
Автор более 500 научных публикаций, в том числе:
- Археология Новгорода. Указатель литературы. 1917–1980 гг. (1983), 1981–1990 гг. (1992), 1991–1995 гг. (1996), 1996–2000 гг. (2007)
- Славенский конец средневекового Новгорода. Нутный раскоп (1992)
- Медные русские монеты конца XIV–XVI в. (1993)
- Актовые печати Древней Руси Т. III. Печати, зарегистрированные в 1970–1996 гг. (1998, в соавт. с В. Л. Яниным)
- Валентин Лаврентьевич Янин: Биобиблиографический указатель (2004)
- Русские полуденьги, четверетцы и полушки XIV–XVII вв. (2006)
- XV Археологический съезд в Новгороде. 1911: Путеводитель. Составители: П. Г. Гайдуков, Н. Н. Жэрвэ (2011)
- Макаров, Николай Андреевич : [арх. 29 июня 2022] / Гайдуков П. Г. // Ломоносов — Манизер. — М. : Большая российская энциклопедия, 2011. — С. 506. — (Большая российская энциклопедия : [в 35 т.] / гл. ред. Ю. С. Осипов ; 2004—2017, т. 18). — ISBN 978-5-85270-351-4.